# Огромное небо (мультфильм)
«Огромное небо» — советский мультипликационный фильм.
Мультфильм создан в технике живопись по стеклу красками.

## Описание
По мотивам одноимённой песни на музыку Оскара Фельцмана и слова Роберта Рождественского о подвиге советских лётчиков, которые ценой своих жизней спасли город.

## Создатели
| автор сценария             | Роберт Рождественский                                                                                |
| режиссёр                   | Владимир Самсонов                                                                                    |
| художник-постановщик       | А. Распопов                                                                                          |
| оператор                   | Эрнст Гаман                                                                                          |
| композиторы                | Кирилл Волков, Л. Иванищенко                                                                         |
| звукооператор              | Виталий Азаровский                                                                                   |
| консультант                | подполковник И. Р. Некрасов                                                                          |
| художники-мультипликаторы: | Борис Тузанович, Ольга Хорова, Валерий Токмаков, Александр Федулов, Ирина Черенкова, Ирина Дегтярёва |
| монтажёр                   | Людмила Коптева                                                                                      |
| редактор                   | Валерия Медведовская                                                                                 |
| директор                   | Лидия Варенцова                                                                                      |

- Создатели приведены по титрам мультфильма.